# 가리비
가리비(영어: scallop)는 껍데기가 부채 모양으로 부챗살 같은 골이 파인 이매패류이다. 얕은 바다에 서식하는 바닷물조개이며, 때로는 모래나 자갈 속에서 무더기로 발견된다.

## 특징
가리비는 이매패강 연체동물에 속하는 무척추동물로 기본적으로 두 장으로 나뉜 패각을 가진다. 가리비의 껍데기는 부채처럼 생겼으며 표면에는 골판지처럼 골이 있다. 패각의 길이는 2 ~ 2.5 센티미터 (0.79 ~ 0.98 in)이며, 껍데기 색은 보라색, 붉은색, 노란색, 묽은 주황색 등이다. 가리비는 껍데기를 열고 닫는 힘이 아주 세고, 껍데기를 크게 벌리고 먹이를 찾아다니는데, 불가사리 같은 천적을 만나면 껍데기를 열고 닫으면서 재빨리 달아난다. 껍데기를 열고 닫으면서 몸에 담아 두었던 물을 뒤로 보내며 힘차게 앞으로 나아갈 수 있다. 껍데기 안쪽에는 여러 개의 눈이 있다.

## 먹이
가리비는 식물성 플랑크톤과 유기물을 먹이로 한다. 가리비는 껍데기를 크게 벌리고 먹이를 찾는데, 아가미에 먹이가 달라붙으면 조금씩 먹이를 입으로 옮겨서 먹는다.

## 인간과의 관계
11월부터 12월까지가 제철이고, 어린이의 성장에 도움이 되는 가리비는 오래전부터 요리 재료로 쓰여 왔다. 대표적인 가리비 음식으로는 인천의 가리비 칼국수, 강경의 가리비 젓갈이 있다. 또한, 껍질을 갈아 석회로 쓰기도 한다.

## 가리비 구분 방법
가리비는 구입 시 또는 끓일 시에 껍데기를 열고 있는 것이 신선한 가리비이며, 가리비가 껍질을 닫고 있는 것은 처음부터 죽어서 그런 것이다. 조개껍데기가 광택이 나는 것은 매우 좋은 것이며, 구입 전 칼등으로 두드려 보면 살이 움츠러들어야 신선한 가리비라고 한다.

## 문화
서양에서는 순례자의 상징과 다산의 상징물로 여겨졌다. 가리비 껍데기가 순례자의 상징이 된 것은 성 야고보의 전설에서 유래한다. 성 야고보는 그리스도의 사망 후, 이베리아반도까지 가서 선교 활동을 했다. 다시 예루살렘으로 돌아가서 참수를 당해, 그는 예수의 제자 중 첫 순교자가 된다. 
제자들이 그의 시신을 배에 띄워 보냈는데 이베리아반도까지 떠내려갔다고 한다. 그 시신에 조개껍데기가 붙어 손상되지 않았다고 한다. 또, 다른 전설로는 어떤 말 탄 기사가 바닷물에 빠졌는데 야고보의 도움으로 살아났다. 물 위로 떠오른 그의 몸이 조개껍데기로 싸여 있었다고 한다. 이런 일화들로 가리비 껍데기는 야고보의 상징으로 여겨졌고 치유와 구원의 능력을 가리키게 됐다. 스페인에 도착한 그의 유해는 행방이 묘연했다가, 9세기에 갈라시아 지방에서 발견됐다. 산티아고 데 콤포스텔라 대성당에 안치되자, 유럽 전역에서 그의 유해를 참배하러 몰려들었고, 순례자들은 옷과 전대 등에 가리비 껍데기를 달았다고 한다.

산드로 보티첼리의 비너스의 탄생

한편 그리스 로마 신화에서 가장 아름다운 사랑의 여신 아프로디테는 바다의 물거품 속에서 탄생했기에 가리비와 자연스레 연결됐다. 르네상스 화가 산드로 보티첼리는 바다에서 탄생한 아프로디테가 해안에 도착하는 장면을 그렸다. 바로 ‘비너스의 탄생’이라 불리는 유명한 그림인데, 여기서 비너스는 큰 조개껍데기 위에 나체로 서 있다. 보티첼리의 그림에서 비너스가 타고 온 조개껍데기는 생명과 사랑을 키우는 자궁을 상징하는 듯해 여성의 생식력과 다산을 의미하기도 했다.